# Президентские выборы в Южной Корее (март 1960)
Президентские выборы 1960 года в Южной Корее были проведены 15 марта. Вскоре после переизбрания на третий президентский срок в 1956 году, Ли Сын Ман организовал принятие поправки к Конституции страны, которая снимала ограничение на пребывание на посту президента тремя сроками. После принятия этой поправки Ли Сын Ман выдвинул свою кандидатуру на пост президента на четвёртый срок.
К моменту президентских выборов 1960 года основной противник Ли Сын Мана, представитель Демократической партии Чо Пен Ок умер и Ли Сын Ман в качестве единственного кандидата был избран президентом. Явка на выборах составила 97,0 %. Выборы характеризовались нарушениями и подтасовками в пользу Ли Сын Мана, что в конечном счёте вылилось в Апрельскую революцию, которая привела к отставке и изгнанию Ли Сын Мана и крушению Первой республики. Результаты выборов после революции были аннулированы, и в августе того же года были проведены новые президентские выборы.

## Результаты выборов президента
| Кандидат                | Партия                 | Число поданных голосов | %     |
| ----------------------- | ---------------------- | ---------------------- | ----- |
| Ли Сын Ман              | Либеральная партия     | 9 633 376              | 100 % |
| Испорченных бюллетеней  | Испорченных бюллетеней | 1 228 896              | -     |
| Всего                   | Всего                  | 10 862 272             | 100 % |
| Источник: Nohlen et al. |                        |                        |       |

## Выборы вице-президента
Поскольку президент избирался на безальтернативной основе, оппозиция режиму Ли Сын Мана делала ставку на выборы вице-президента, кандидатом от оппозиционной Демократической партии был действующий вице-президент Чан Мён. Но, по официальным результатам выборов, вице-президентом был избран официальный кандидат от Либеральной партии, Ли Ги Бун, набравший почти 80 % голосов против 17,5 % у Чан Мёна. В связи с этим Чан Мён заявил, что результаты выборов полностью сфабрикованы министерством внутренних дел. В тот же день в Масане начались манифестации против фабрикации результатов выборов. В начале апреля, когда было обнаружено изуродованное тело шестнадцатилетнего мальчика — участника протестов, это вызвало взрыв возмущения и в конечном счёте переросло в Апрельскую революцию.

## Результаты выборов вице-президента
| Candidate               | Party                                              | Votes      | %      |
| ----------------------- | -------------------------------------------------- | ---------- | ------ |
| Ли Ги Бун               | Либеральная партия                                 | 8 337 059  | 79,2 % |
| Чан Мён                 | Демократическая партия                             | 1 843 758  | 17,5 % |
| Ким Джун Ён             | Партия объединения                                 | 249 095    | 2,4 %  |
| Им Ён Син               | Национальный альянс за быструю независимость Кореи | 97 533     | 0,9 %  |
| Всего                   | Всего                                              | 10 527 445 | 100 %  |
| Источник: Nohlen et al. |                                                    |            |        |